# 전미 영화 비평가 협회
전미 영화 비평가 협회(National Society of Film Critics, 약칭 NSFC)는 미국의 영화 협회로서 2007년 12월부로 60명의 주간, 일간 영화신문지 비평가가 참여하고 있다. 매년마다, 전미 영화 비평가 위원회 시상식과 더불어, 전미 영화 비평가 협회가 수여하는 전미 영화 비평가 협회상은 세계적인 주목을 받는다. 줄여서 전미 비평가 협회라고 불린다.

## 역사
전미 비평가 협회는 1966년 뉴욕의 영화 비평가 단체가 기존에 있던 뉴욕 영화 비평가 서클에 가입을 거부하고 만든 것이 기본이 됐다. 대부분의 주요 영화 비평가와 전문가와 함께 세력을 부풀려가면서 협회를 수겅해가기 시작했다. 전미비평가 협회는 또한 뉴욕타임스와 연계해 활동하도록 했으며 수년간 뉴욕 내에서 비평가들이 평가한 영화 자료를 모았다. 후에 스스로를 국가적인 단체로 공표하면서 여러 신문과 잡지 비평가들이 선망하는 협회가 되기에 이르렀다.
전미 비평가 협회에서는 매년 시상식을 열고 있다. 미국에서 열리는 영화 평론가들의 시상식 중에서는 전미 비평가 위원회 상과 더불어 가장 권위있는 상에 속하여 과거에는 대개 외국 영화에 최우수작품상을 수여했다. 때문에 아카데미와는 거의 수상작이 일치한 적이 없으며 과거 40년 동안 오스카상과 같은 작품이 상을 거머쥔 것은 고작 4번뿐이다. 북미 대륙에서도 전미 비평가 위원회 상과 더불어 가장 권위 있는 비평가 상에 해당된다.
전미 비평가 협회는, 전미 비평가 위원회와 더불어, 국제 영화 비평가 연맹에서 미국을 대표하는 집단이기도 하다.

## 전미 비평가 협회상
- 전미 비평가 협회 작품상 + 탑 10 영화
- 전미 비평가 협회 감독상
- 전미 비평가 협회 남우주연상
- 전미 비평가 협회 여우주연상
- 전미 비평가 협회 남우조연상
- 전미 비평가 협회 여우조연상
- 전미 비평가 협회 캐스팅상
- 전미 비평가 협회 다큐멘터리 작품상
- 전미 비평가 협회 각본상
- 전미 비평가 협회 촬영상
- 전미 비평가 협회 애니메이션 작품상
- 전미 비평가 협회 외국어 영화상

## 같이 보기
- 전미 도서 비평가 협회